# Bennett Dome
Bennett Dome är en bergstopp i Antarktis. Den ligger i Västantarktis. Argentina, Chile och Storbritannien gör anspråk på området. Toppen på Bennett Dome är 460 meter över havet.
Terrängen runt Bennett Dome är kuperad söderut, men norrut är den platt. Trakten är obefolkad. Det finns inga samhällen i närheten.